# Ander Garitano
Ander Garitano Urquizu, né le 26 février 1969 à Derio, est un footballeur espagnol, devenu entraîneur. Il est l'oncle de l'entraîneur Gaizka Garitano.

## Carrière

### En tant que joueur
Après s'être aguerri dans l'équipe B de l'Athletic Bilbao, Ander Garitano fait ses débuts dans l'équipe première en mars 1988, face au Real Madrid. Il joue régulièrement pour l'Athletic à partir de la saison 1988-1989. En 1996, Garitano est transféré au Real Saragosse, club avec lequel il remporte la Coupe d'Espagne en 2001. Après six saisons avec le club aragonais, il met un terme à sa carrière en 2002,.

### En tant qu'entraîneur
Garitano rejoint le staff technique du Real Saragosse en 2002, il entraîne les équipes de jeunes du club. En janvier 2008, il succède à Víctor Fernández en tant qu'entraîneur de l'équipe première. Saragosse est éliminé de la Coupe d'Espagne mais enregistre sa première victoire en championnat depuis dix journées. Garitano annonce pourtant sa démission le 22 janvier, il est remplacé par Javier Irureta.

## Palmarès (joueur)
- avec le Real Saragosse :
  - vainqueur de la Coupe d'Espagne en 2000-2001.